# Vil·les dels Mèdici
Les vil·les dels Medici són complexos arquitectònics rurals han adquirit en diferents formes a la família Medici entre els segles XV i xvii, prop de Florència i la Toscana.
A més dels llocs d'oci i entreteniment, les viles eren el dispositiu "palau" al territori administrat pels Medici, així com el centre de les activitats econòmiques agrícoles en què es trobaven.
Estan inscrits a la llista del Patrimoni de la Humanitat de la UNESCO des del 2013.